# Dictynomorpha marakata
Dictynomorpha marakata is een spinnensoort in de taxonomische indeling van de kaardertjes (Dictynidae).
Het dier behoort tot het geslacht Dictynomorpha. De wetenschappelijke naam van de soort werd voor het eerst geldig gepubliceerd in 1927 door Sherriffs.